# 햄스테드 (영화)
《햄스테드》(영어: Hampstead)는 2017년 공개된 드라마 영화이다.

## 출연
주연
- 다이안 키튼 - 에밀리 역
- 브렌단 글리슨 - 도널드 역

조연
- 제임스 노턴 - 필립 역
- 레슬리 맨빌 - 피오나 역
- 사이먼 캘로우 - 판사 역
- 앨리스테어 페트리 - 스티브 역
- 휴 스키너 - 에릭 역
- 아딜 악타르
- 필 데이비스 - 파이프 역
- 제이슨 왓킨스 - 제임스 역
- 데보라 핀들리 - 메리 역
- 로잘린드 에이리스 - 수잔 역
- 브라이언 프로세로 - 로리 역

단역
- 엘리자베스 콘보이
- 존 색빌
- 존 웨닝턴 - 리포터 역